# Norrbärke kyrka
Norrbärke kyrka är en kyrka i Smedjebacken i Dalarnas län och församlingskyrka för Norrbärke församling i Västerås stift. Den är troligen uppförd under 1400-talet, men det mesta av det som syns idag är från tiden 1661–1724. 

## Kyrkobyggnaden

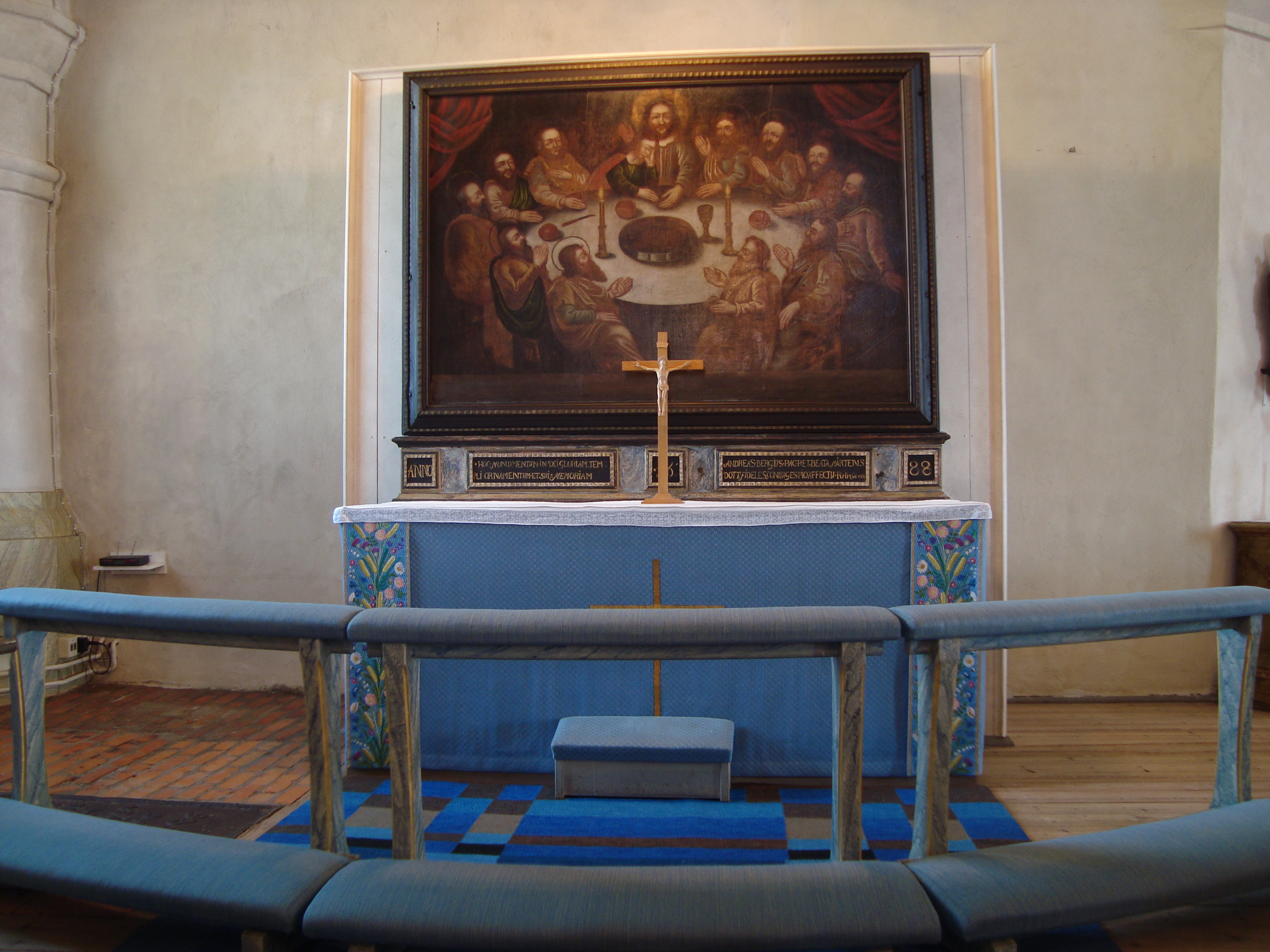
Koret i norra skeppet.

När Norrbärke blev en egen församling 1646 påbörjades ett arbete för att göra om det gamla och illa medfarna kapellet till en sockenkyrka. Sakristian var värst åtgången och renoverades därför 1661. 
Mellan 1668 och 1670 reparerades kyrkoväggarna och kyrkan byggdes ut. En andra utbyggnadsetapp, med sidoskepp, påbörjades 1704. Arbetet avbröts dock 1708, då valven rasade in, och kunde inte återupptas förrän 1718. Denna utbyggnad blev klar 1724.
Tornet är 44,5 meter högt. Det byggdes 1682–1685 och ersatte då klockstapeln, som blivit grundligt renoverad så sent som 1664. Tornspiran är i liknande utförande som Mora kyrka. Båda dessa torn är ritade av Jean de la Vallée. Spiran började efterhand att luta, men rätades upp 1927. Efter ett angrepp av husbock fick spiran åter justeras 1951. 1857 byttes tornuret ut och det nuvarande tornuret installerades 1976.
Klockorna i tornet är tre till antalet. Den största klockan väger 16 skeppund men det är okänt varifrån den kommer. Den göts om 1672 och 1771. Mellanklockan, från 1692, är hälften så stor och göts om 1835. Lillklockan kan ha medeltida ursprung och göts om 1643.
Golvet och dess bjälklag byttes 1888 och flera förändringar av kyrkorummet utfördes. Vid en kyrkorestaurering med 1927 återställdes dock många av de ändringar som genomförts vid den omdaning som 1888 års renovering medfört. 
1953 gjordes en utvändig renovering och 1969 byttes takets skifferplattor ut mot kopparplåt, samt att kyrkans väggar vitkalkades. 1956 skänktes ett fönster med dopmotiv av Morgårdshammar AB i samband med företagets hundraårsfirande. 1960 invigdes ett dopkapell i kyrkans söderskepp. En kororgel tillkom till detta dopkapell 1963.
Vid den stora renoveringen 1988–1989 fick kyrkan nya elledningar och anslöts till fjärrvärmenätet. Pelarna, valven och murarna gjordes rena och i norrskeppet sattes ett sidoaltare, liksom att de målade korfönstren flyttades dit. 

## Inventarier

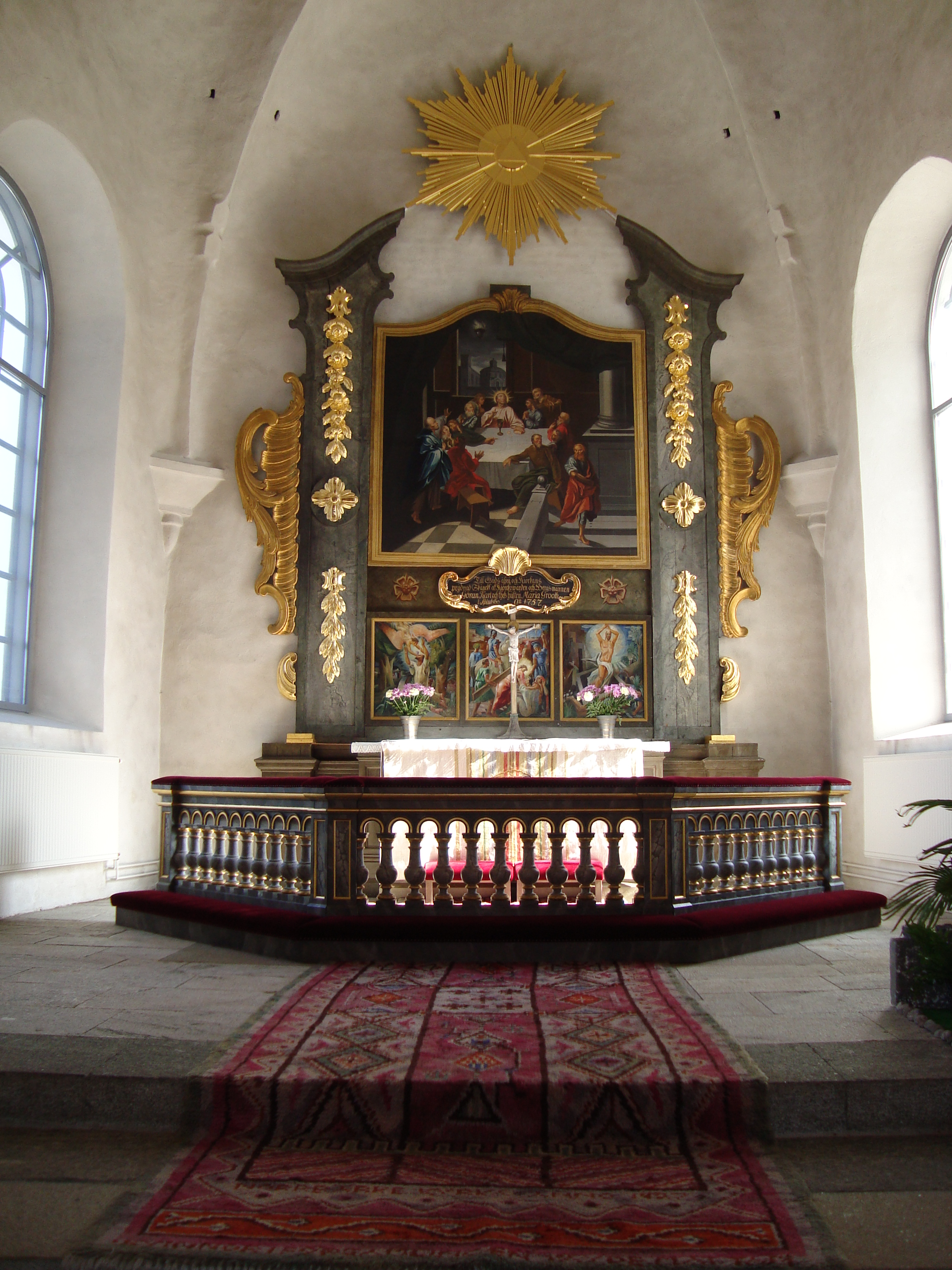
Altaruppsatsen.

Predikstolen i senbarockstil är tillverkad 1750 av P. Holmin, som även utfört omfattningen till altartavlan. Altartavlan är målad av G. E. Schröder och skänkt till kyrkan 1757 av Göran Kart, föreställande den sista måltiden. Under tavlan sitter tre målningar av Kristuspassionen utförda av Gunnar Torhamn. Kyrkans altarskrank plockades bort 1927, men återinsattes 1996, när församlingen firade 350 år. 
En altartavla från 1688 med nattvarden som motiv sattes i dopkapellet, men flyttades till lilla koret på den norra sidan 1988–1989. En ännu äldre altartavla med korsfästelsen som motiv sitter i huvudkorets norra del. Längst bak i norrskeppet sitter ett meditationskrucifix av Klas Norgren, skänkt av Rigmor Hedlund 1995.
Dopfunten är svarvad av gotländsk kalksten och skänkt av Mia Jakobsson 1961. Den flyttades från dopkapellet till en plats nära predikstolen 1988–1989 och fick sällskap av en träskulptur föreställande Maria med Jesusbarnet, som skänktes 1984 av Maria och Bengt Fernlund.
I kyrkan hänger 14 ljuskronor av mässing, varav den största är sitter jämte predikstolen och har ett stjernsundsur med slagverk och fyra urtavlor. Den stora kronan har 40 armar och skänktes av Petter Ternsten 1735.

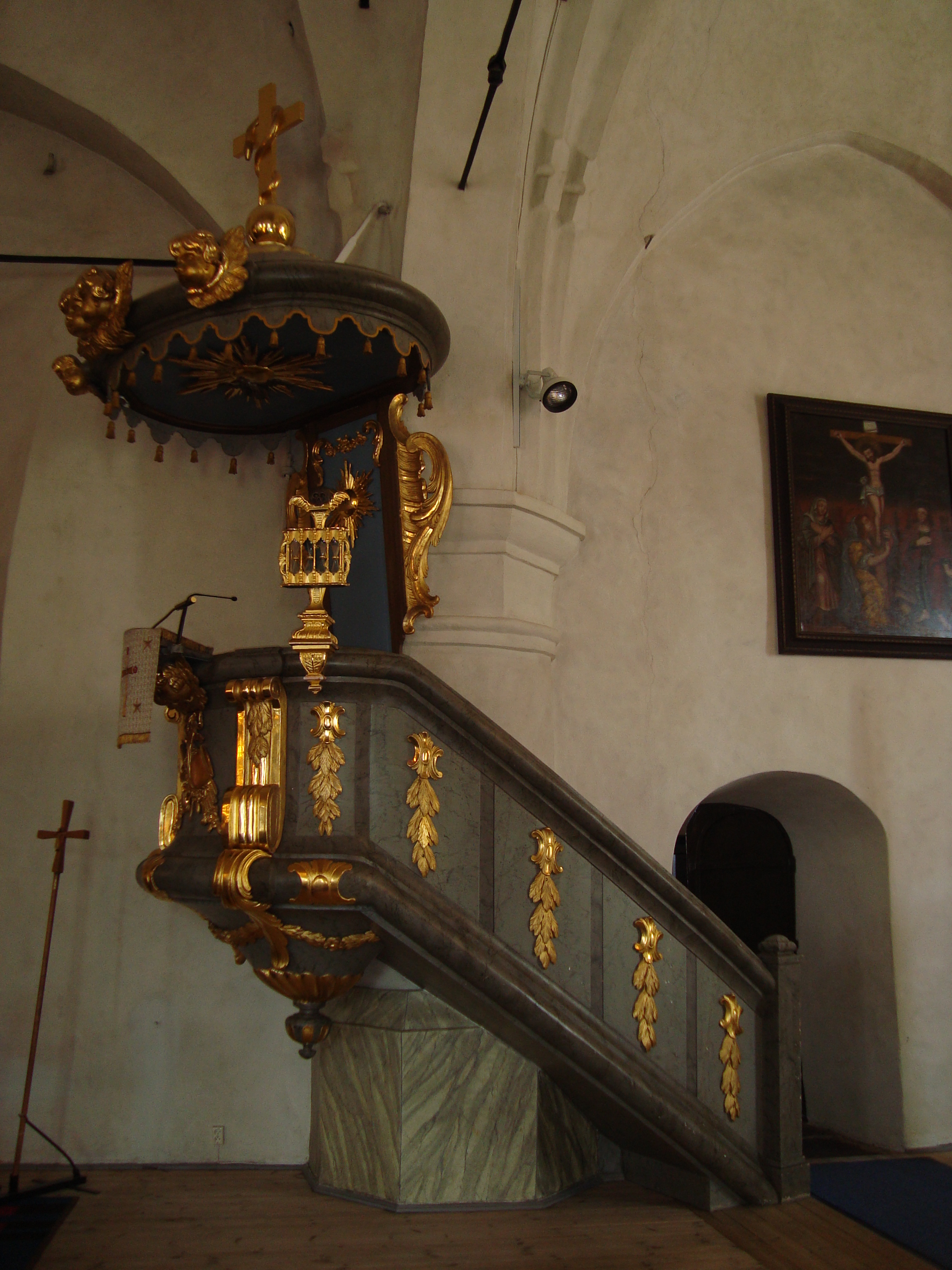
Predikstolen.
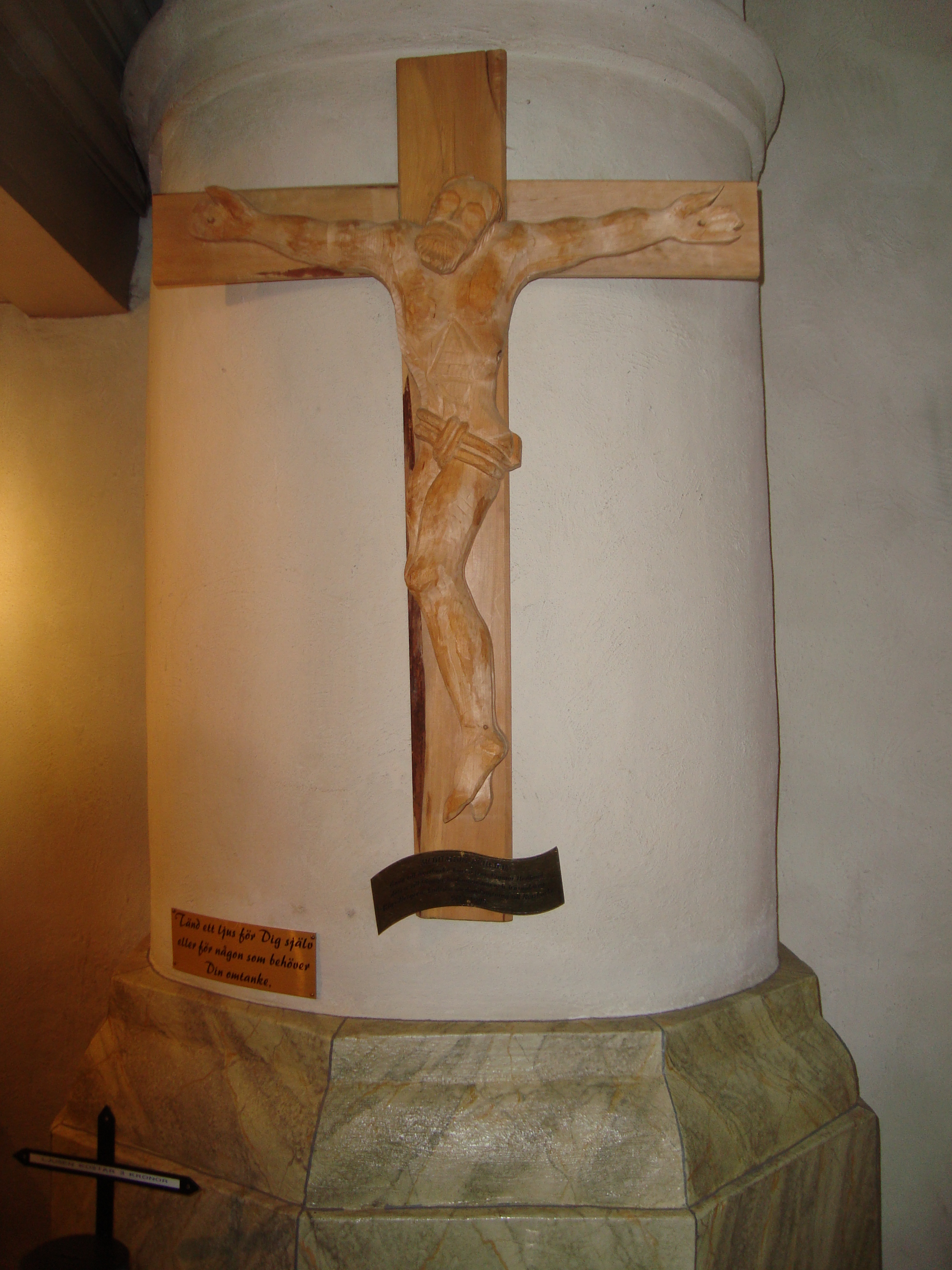
Meditationskrucifixet.
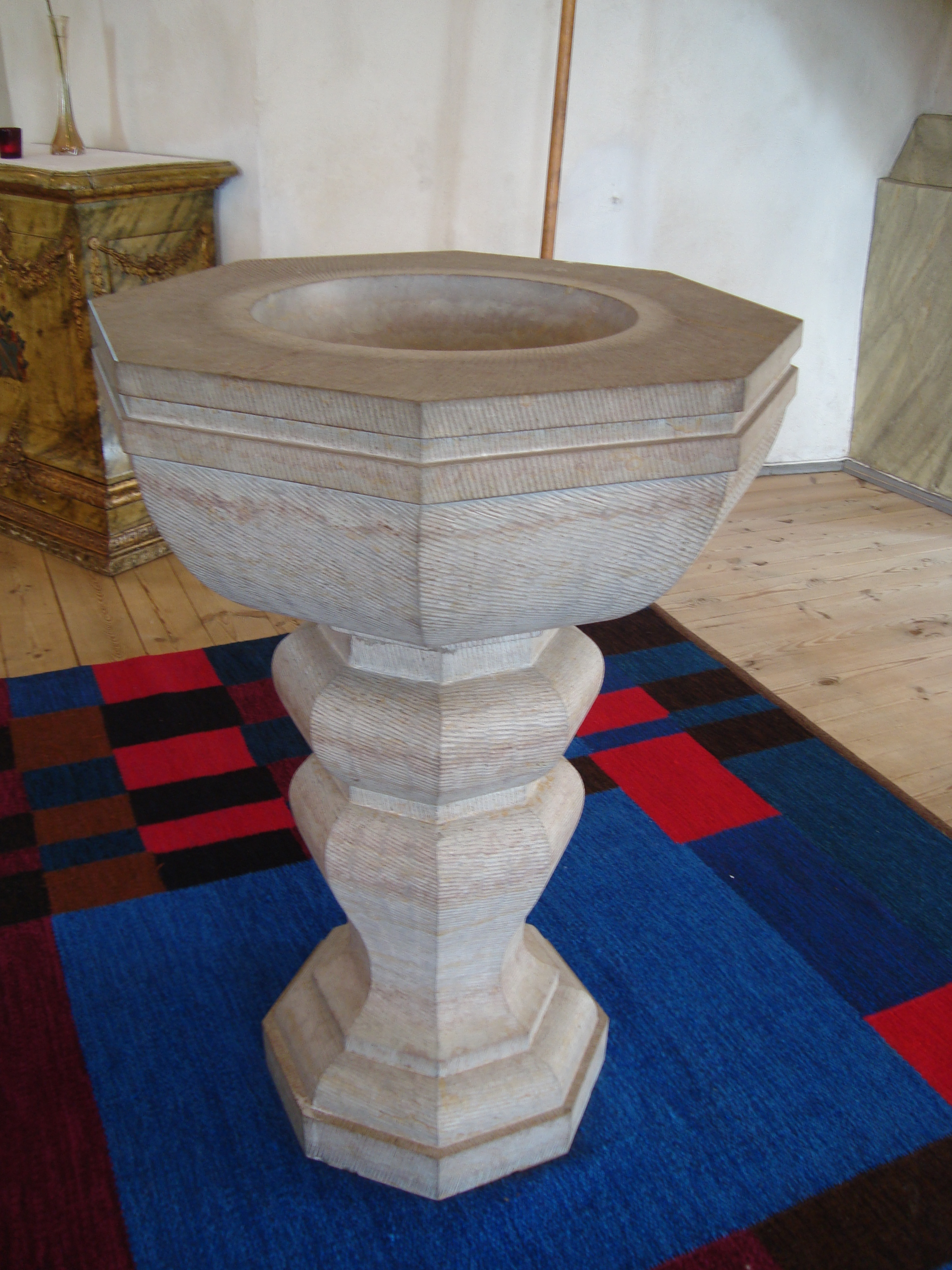
Dopfunten.
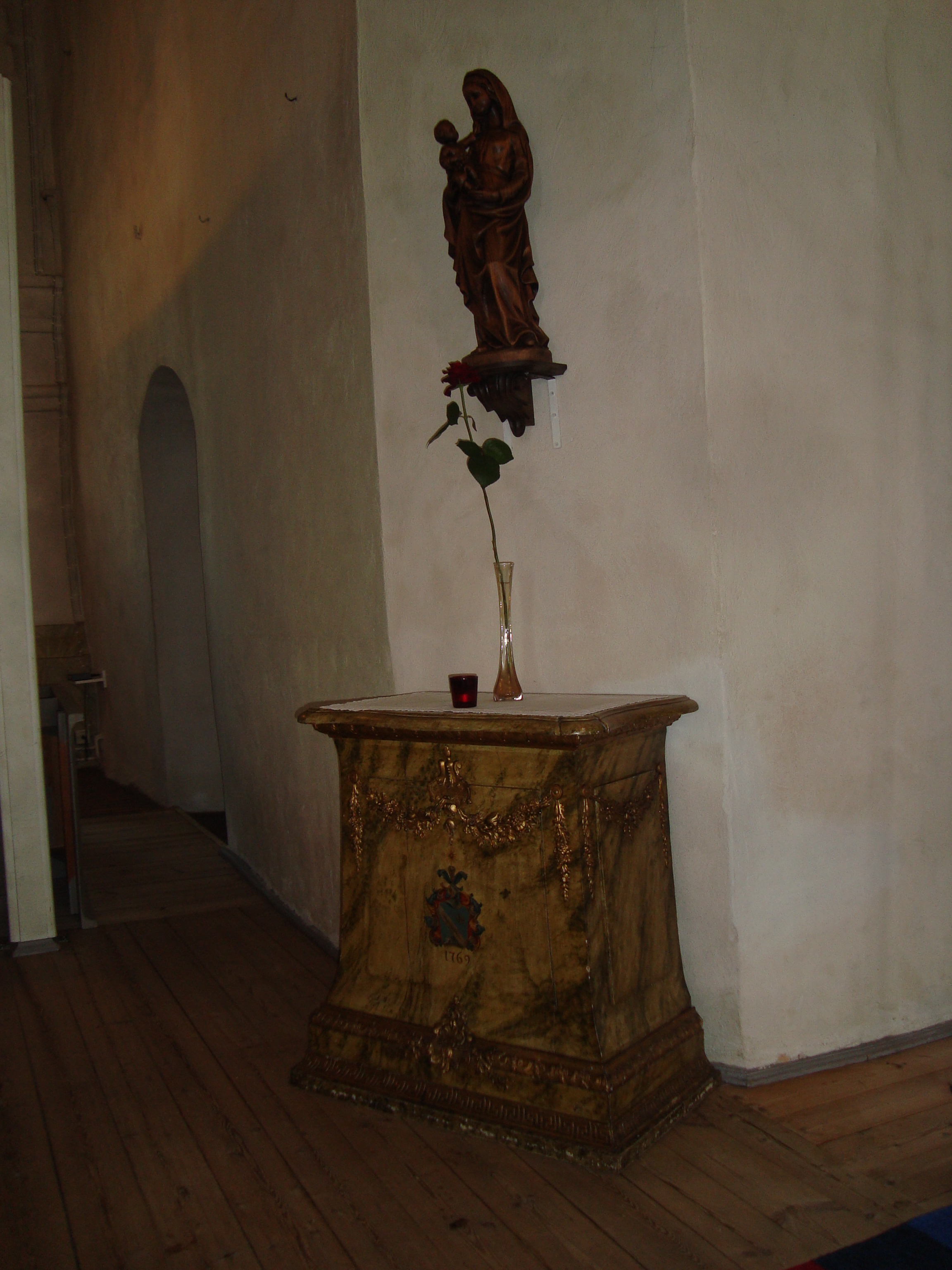
Maria med Jesusbarnet.

## Orgeln

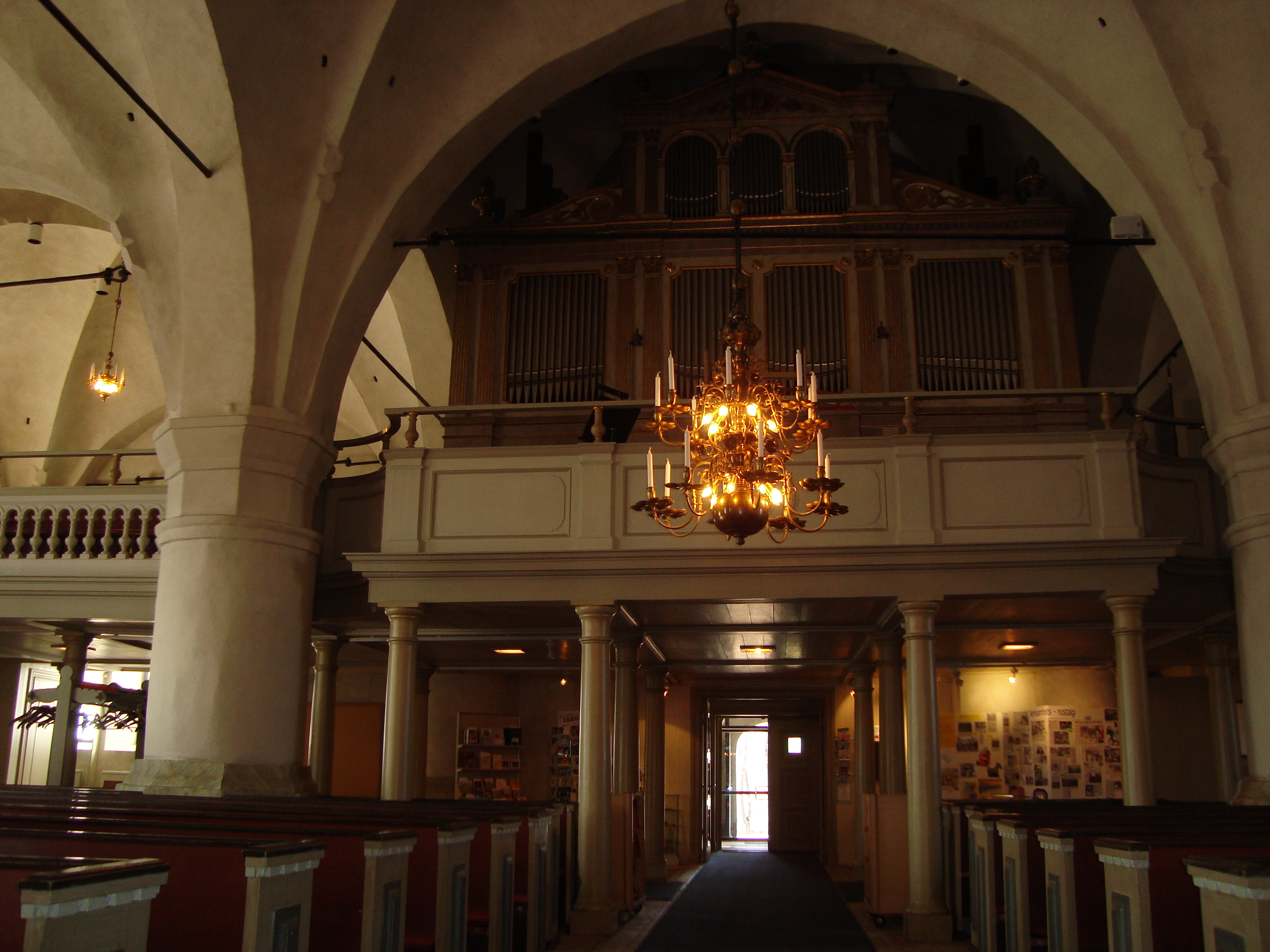
Orgelläktaren.

- 1706 renoverar Johan Niclas Cahman, Stockholm en orgel och utökar den med 6 stämmor i pedalen och 5 stämmor i ryggpositivet för 1600 daler. Orgelns huvudverk var från en äldre orgel. Orgeln har 3 bälgar.[2] År 1729 lagades orgeln av organister Peter Holen. Den 24 augusti 1735 reparerade orgelbyggaren Daniel Stråhle orgeln tillsammans med en gesäll.[3] Orgeln rensades och reparerades från den  27 mars till den 8 april 1747 av Jonas Gren och Petter Stråhle, Stockholm.[4] 1784 reparerades orgeln av Mattias Swahlberg den yngre. Han satte även dit två nya spärrventiler. Orgeln approberades och besiktades av rådman Arosin, Säter.[5]

| Huvudverk    | Ryggpositiv  | Pedal         |
| Principal 8' | Gedackt 8'   | Undersats 16' |
| Gedackt 8'   | Principal 4' | Principal 8'  |
| Oktava 4'    | Qvinta 3'    | Oktava 4'     |
| Oktava 2'    | Oktava 2'    | Qvinta 3'     |
| Qvinta 2'    | Mixtur 3     | Basun 16'     |
| Mixtur 3     |              | Trumpet 8'    |
| Scharf 4     |              |               |
| Trumpet 8'   |              |               |
| Dulcian 4'   |              |               |

- Den nuvarande orgeln är byggd 1878 av Per Larsson Åkerman, Stockholm och är mekanisk med en barkermaskin för manual I. Orgeln förändrades 1938 av Åkerman & Lund, Sundbybergs stad där ett pneumatiskt spelbord och några nya stämmor tillfogades. Vid renoveringen 1979 av A Magnussons Orgelbyggeri AB, Mölnlycke återställdes orgeln. Den har benämnts som en av Västerås stifts bästa orglar.[6] Den har ett tonomfång på 54/27.[7]

| Huvudverk I         | Svällverk II         | Pedal           | Koppel   |
| Principal 16´       | Principal 8´         | Subbas 16´      | I/P      |
| Borduna 16'         | Basetthorn 8'        | Violon 16'      | II/P     |
| Principal 8'        | Flûte traversiére 8' | Bordunquint 12' | II/I     |
| Flûte harmonique 8' | Rörfleut 8'          | Gedackt 8'      | I 4'/I   |
| Borduna 8'          | Salicional 8'        | Violoncelle 8'  | II 16'/I |
| Gamba 8'            | Gamba 4'             | Octava 4'       | P 4'/P   |
| Octava 4'           | Waldfleut 2'         | Basun 16'       |          |
| Quinta 3'           | Corno 8'             | Trumpet 8'      |          |
| Octava 2'           | Crescendosvällare    |                 |          |
| Cornet 3 chor       |                      |                 |          |
| Trumpet 16'         |                      |                 |          |
| Trumpet 8'          |                      |                 |          |

### Kororgel
- Kororgeln är byggd 1962 av Grönlunds Orgelbyggeri AB, Gammelstad och är mekanisk.[7]

| Manual        | Pedal      | Koppel   |  |
| Gedackt 8’    | Subbas 16’ | Man/Ped. |  |
| Principal 4'  |            |          |  |
| Rörflöjt 4'   |            |          |  |
| Waldflöjt 2'  |            |          |  |
| Cymbel 2 chor |            |          |  |